# 앨라배마주의 대학 목록
다음은 미국 앨라배마주의 대학 목록이다.
- 공군대학교 (미국)
- 오번 대학교
- 포크너 대학교
- 앨라배마 대학교
- 앨라배마 대학교 헌츠빌
- 노스앨라배마 대학교
- 엠브리리들 항공 대학교
- 플로리다 공과대학교
- 미국 육군지휘참모대학교

## 같이 보기
- 미국의 대학 목록